# Mai 1803
Cette page présente les faits marquants du mois de mai 1803.

## Événements
- France : loi de prairial taxant à 50 % les produits coloniaux d’origine non française.

- 3 mai : vente, par la France, de la Louisiane aux États-Unis.

- 5 mai, France : ouverture de l'école spéciale de Saint-Cyr, installée dans une aile du palais de Fontainebleau. Elle retrouve en 1808 la Maison royale de Saint-Cyr où elle reste jusqu'en 1840.

- 12 mai : Henry Addington, sous la pression des Communes et de l’opinion, travaillée par la presse, rompt les relations avec la France, en prenant pour prétexte la question de Malte : le Royaume-Uni refuse d’évacuer l’île, malgré les dispositions du traité d’Amiens[1].

- 13 mai : Arthur Wellesley réinstalle le Peshwâ Baji Rao II à Pooné. Les chefs marathes Sindhia et Bhonsle dénoncent le traité de Bassein de 1802 et la deuxième guerre anglo-marathe commence en Inde (fin en 1804)[2].

- 16 mai : rupture de la paix d'Amiens, à la suite de l'occupation du Hanovre.
  - Le Royaume-Uni déclare la guerre à la France et rétablit le blocus des côtes françaises[1].
- 24 mai : Ludwig van Beethoven crée à Vienne (Autriche) la sonate pour violon et piano à Kreutzer avec le violoniste polonais George Bridgetower[3]
- 27 mai : Bonaparte occupe le Hanovre[4] et concentre la « Grande Armée » pour débarquer au Royaume-Uni.

## Naissances
- 1er mai : Théophile de Cesve (mort en 1881), maître de forges et un sénateur belge.
- 12 mai : Justus von Liebig (mort en 1873), chimiste allemand.
- 15 mai : Charles Vilain XIIII, homme politique belge († 16 novembre 1878).
- 22 mai : Frédéric Kuhlmann (mort en 1881), chimiste et industriel français.
- 24 mai :
  - Charles-Lucien Bonaparte (mort en 1857), ornithologue et homme politique français.
  - Alexander von Nordmann (mort en 1866), zoologiste et paléontologue finlandais.

## Décès
- 23 mai : Lucile Messageot, peintre française (° 13 septembre 1780).